# Podravina
Območje Podravine za razliko od istoimenskega geografskega pojma obsega ožje področje, tj. ozemlje, ki gravitira k mestom Ludbreg, Koprivnica in Đurđevac. Vzhodno od Džurdževca oziroma od občine Pitomača se nahaja Slavonija, ki obsega velik del obdravskega prostora, katerega se prebivalci opredeljujejo kot Slavonci, to področje pa se imenuje tudi Podravje (hrv. Podravlje?).
Podravina obsega območje med reko Dravo na severu in gričevjem (Bilogora), oziroma severnimi obronki hribovja Kalnik na jugu, ter vključuje tudi ozemlje na levem bregu Drave, imenovano Prekdravje (Prekodravlje). Podravina je kot kulturno-zgodovinski pojem nastala v poznem srednjem veku. Starejši (srednjeveški) regionalni pojem, ki se je prekrival s kasnejšo Podravino, je bil Komarnica. Do sredine 14. stoletja je na prostoru, ki danes obsega pojem Podravine, je obstajala Komarnička županija, ki je bila kasneje priključena Križevački županiji. 
Najkasneje do začetka 16. stoletja se administrativni in kulturni pojem Komarnice spremeni v pojem Podravine. Npr. študent na vseučilišču na Dunaju, Stjepan iz Struge se je leta 1516 deklariral kot «Podrawiczs», kar nakazuje na začetek oblikovanja kulturno-zgodovinskega pojma Podravine in Podravcev. S tem pojmom so mišljeni severni oziroma obdravski teritoriji, katere je obsegala srednjeveška Križevačka županija (tj. nekdanje prostore Komarničke županije). Vzhodne meje Podravine so ohranjene s habsburško-turškimi vojnami tj. pojem Podravine danes obsega samo tista območja, ki so ostala v okviru Vojne krajine (Varaždinski generalat), katerega vzhodna meja je bila identična s srednjeveško mejo med Križevačko in Virovitiško županijo. Istočasno se prostor dela Križevačke županije (južno od prostora po katerem teče reka Drava) (okolica mesta Ludbreg) imenuje podravskim distrikt. S tem je ob koncu srednjega in na začetku zgodnjega novega veka formirana Podravina v današnjem smislu besede. 
V krajiškem delu področja so bila od 16. stoletja glavna središča mesto Koprivnica z utrdbo in tudi trg Džurdževac,  na podeželskem delu pa se formira Ludbreg. Na ta način so že pred več kot štirimi stoletji osnovana tri središča Podravine tako, da danes govorimo o Ludbreški, Koprivniški in Džurdževački Podravini. S spremembo toka reke Drave leta 1710, pa Legrad kot važno trško naselje preide iz Medžimurja v Podravino. Vendar se Legrad ne razvije v četrto podravsko središče, ampak začne nazadovati, kar privede do njegove spremembe iz mestnega v vaško naselje. V 17. stoletju je bila Podravina skoraj v celoti obmejna regija s Turškim cesarstvom, ker je vzhodno območje (okoli Virovitice) zajemal Požeški, območje severno od reke Drave (okoli Nagykanizse) pa Kaniški sandžak. S podpisom Karlovškega miru leta 1699 je Podravina prenehala biti obmejna regija, vendar je zadržala posebno regionalno identiteto glede na sosednja območja.  Sredi 18. stoletja je tudi Koprivnica prenehala biti del Slavonske vojne krajine (Varaždinskega generalata), na preostalem vojnokrajiškem teritoriju pa so ustanovili Džurdževačko pukovnijo.